# Ust'-Koksinskij rajon
L'Ust'-Koksinskij rajon (in russo Усть-Коксинский район?) è un municipal'nyj rajon della Repubblica autonoma dell'Altaj, nella Russia asiatica. Istituito nel 1924, occupa una superficie di circa 12.951 chilometri quadrati, ha come capoluogo Ust'-Koksa e nel 2018 ospitava una popolazione di 16.317 abitanti.